# Enthèse
Vous pouvez aider à l'améliorer ou bien discuter des problèmes sur sa page de discussion.
- Certaines informations devraient être mieux reliées aux sources mentionnées dans la bibliographie ou les liens externes. Améliorez sa vérifiabilité en les associant par des références. (Marqué depuis août 2021)
- Son texte doit être wikifié : il ne correspond pas à la mise en forme Wikipédia (style, typographie, liens internes, liens entre les wikis, etc.). (Marqué depuis août 2021)
- Il n’est pas rédigé dans un style encyclopédique. (Marqué depuis août 2021)

Une enthèse (du grec ancien enthesis, « insertion ») est l'attache d'un tendon, d'un ligament ou d'une aponévrose sur un os.

## Classification/Structure
L’os et les structures qui s’attachent sur lui se développent conjointement.
Le tissu osseux se forme de deux manières : soit il se développe au sein d’un tissu fibreux (os membraneux), soit au sein d’une maquette de cartilage (os endochondral). Par conséquent les enthèses sont de deux types, fibreuses pour l’os membraneux, cartilagineuses pour l’os endochondral,.
1. L’enthèse fibreuse (Figure 1 A & B)
L’os membraneux se développe au sein d’un tissu fibreux : les fibres sont conservées mais les cellules fibreuses se transforment en cellules osseuses, sécrétant l’ostéoïde qui une fois calcifiée devient la substance dure de l’os. Les fibres membraneuses se poursuivent donc au sein de l’os ; les fibres ainsi incluses dans l’os sont appelées fibres de Sharpey.
2. L’enthèse cartilagineuse (Figure 2 A & B)
L’os endochondral se développe au sein d’une maquette de cartilage, dans laquelle se terminent tendons ou  ligaments. Contrairement à l’os membraneux, ici l’os ne se fait pas par transformation du cartilage mais par son remplacement. L’os grandit aux dépens du cartilage, qui prolifère et se calcifie. Le cartilage calcifié est progressivement détruit et remplacé par du tissu osseux. À la fin de la croissance une mince bande de cartilage calcifié subsiste dans laquelle aboutissent les fibres tendineuses ou ligamentaires.
Cette évolution explique la structure finale de l’enthèse cartilagineuse : 
1. le ligament se compose de faisceaux de collagène (plus denses dans cet exemple que dans le précédent) avec des cellules aplaties ;
2. plus près de l’os, les cellules tendineuses sont plus rondes et ressemblent à des chondrocytes (cellules cartilagineuses) ; cette structure intermédiaire est appelée fibrocartilage ;
3. contre l’os, le fibrocartilage est calcifié ; sur les coupes microscopiques la limite entre fibrocartilage non-calcifié et calcifié est marquée d’une ligne bleue ou mauve ondulante ; le fibrocartilage calcifié est comme cimenté à l’os ;
4. l’os sous-jacent. Au-delà de la ligne cimentante, le cartilage et ses fibres ont été détruits et remplacés par le tissu osseux. Il n’y a donc pas ici de pénétration des fibres tendineuses/ligamentaires dans l’os, donc pas de fibres de Sharpey.

Modifications tissulaires associées aux enthèses
M Benjamin et collaborateurs ont bien montré que près d’une insertion le tendon pouvait apporter des adaptations tissulaires : du fibrocartilage se développe aux points d’appui à la suite de la pression exercée, une bourse séreuse apparaît aux endroits de friction.

## Illustrations
|                                                    |
| 1A. Coupe microscopique de la paroi d’une vertèbre |

|                                   |
| 1B. La même, en lumière polarisée |

|                                                          |
| 2A. Image histologique d'une enthèse fibrocartilagineuse |

|                                    |
| 2B. La même, en lumière polarisée. |

Figure 1 — Coupe microscopique de la paroi d’une vertèbre.
- 1A: lumière naturelle. À gauche, les faisceaux obliques et parallèles du ligament. Au centre, la paroi de l’os. À droite, la moelle osseuse.
- 1B: lumière polarisée. En blanc, les fibres. Entre les deux astérisques, les fibres ligamentaires se poursuivent dans l'os: ce sont des fibres de Sharpey, elles assurent l'enthèse.

Figure 2. Histologique d'une enthèse fibrocartilagineuse
- 2A: lumière naturelle. 1 — Ligament avec cellules aplaties, parfois en série. 2 — Les cellules ligamentaires sont rondes, comme des cellules cartilagineuses, signant le fibrocartilage. 3 — Fibrocartilage calcifié reconnaissable aux limites nettes ondulées. 4: Tissu osseux.
- 2B. lumière polarisée. Les fibres ligamentaires, en blanc, traversent les zones 1, 2 et 3 pour s'arrêter devant le tissu osseux. Il n'y a pas de fibres de Sharpey.